# Shijōnawate
Shijōnawate (japanska: 四條畷市?, Shijōnawate-shi) är en stad i Osaka prefektur i Japan. Staden fick stadsrättigheter 1970.